# Kościół Świętego Krzyża w Krakowie (Kleparz)

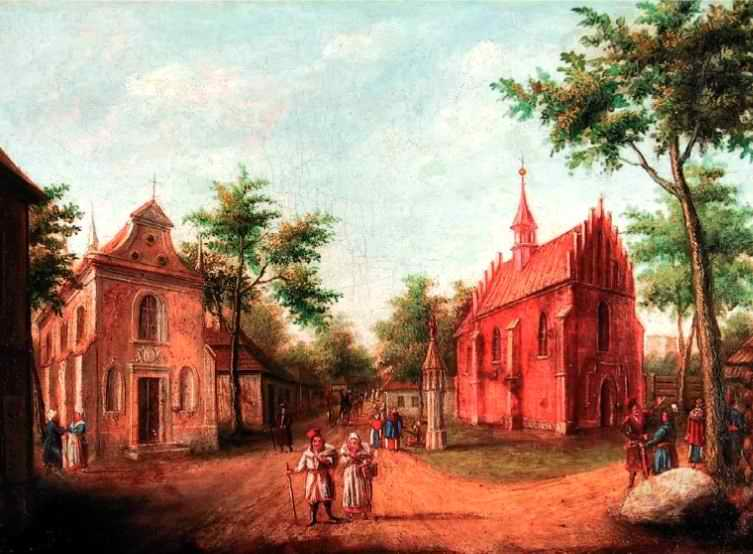
Teodor Baltazar Stachowicz - kościoły Świętego Krzyża (po lewej) i św. Walentego

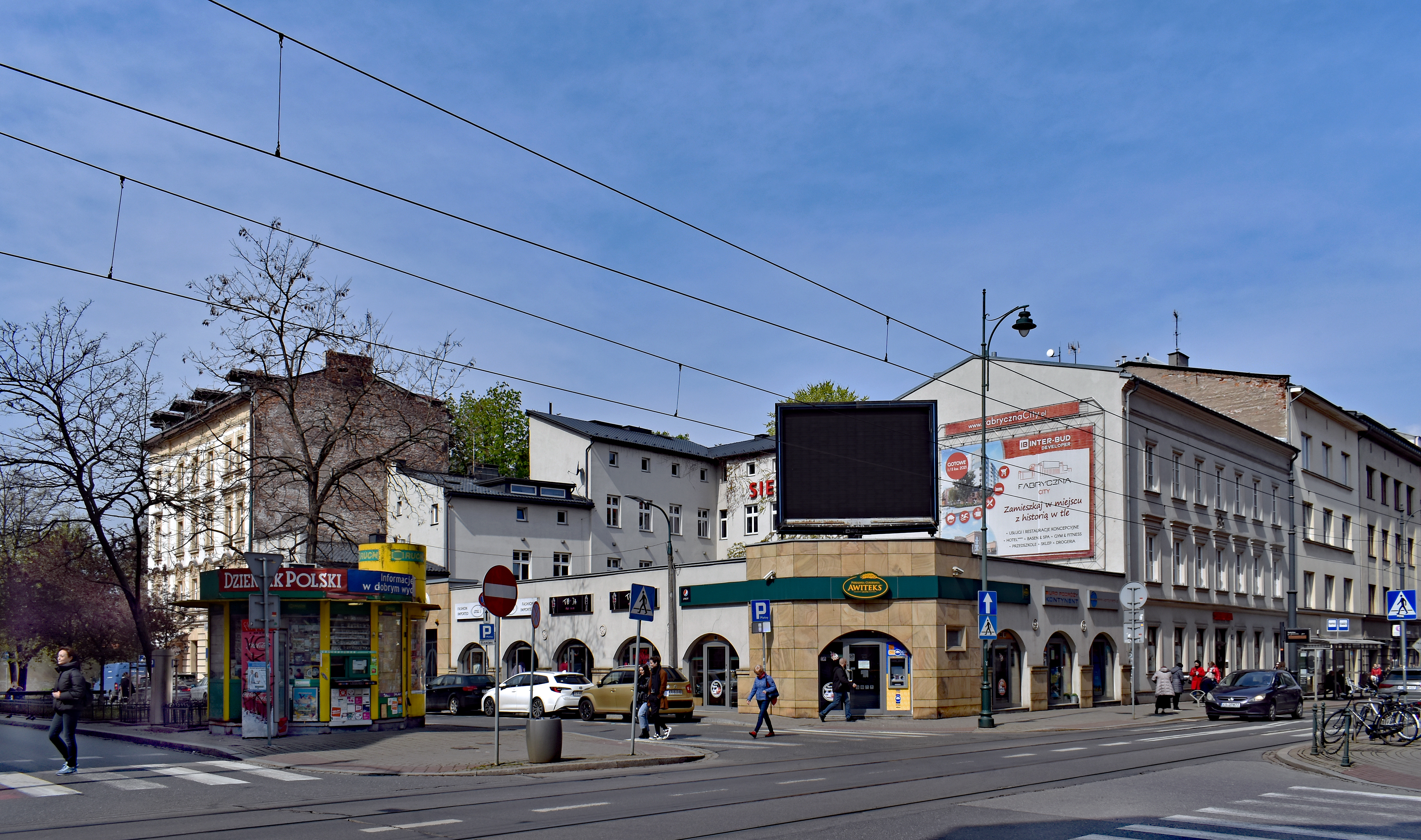
Tutaj stał kościół, róg ul. Słowiańskiej i Długiej

Kościół Świętego Krzyża, zwany też słowiańskim – kościół, wznoszący się od końca XIV do początku XIX w. na Kleparzu w Krakowie, w miejscu obecnej ulicy Słowiańskiej.

## Historia
Według tradycji korzenie tego kościoła miały sięgać przełomu IX i X w. Kościół, w którym miano sprawować liturgię w obrządku słowiańskim, miał powstać za sprawą misjonarzy wysyłanych przez Cyryla i Metodego lub uciekinierów ze zniszczonego państwa wielkomorawskiego. Tradycja ta jednak nie znalazła żadnego potwierdzenia w badaniach i z pewnością taki kościół w tym okresie nie powstał.
Kościół Świętego Krzyża powstał z fundacji królów Jadwigi i Władysława Jagiełły dokonanej w 1390. Przeznaczony był dla sprowadzonych z czeskiej Pragi benedyktynów zwanych „słowiańskimi”, sprawujących obrządek łaciński w języku słowiańskim i używających głagolicy. Zakonnicy ci w zamyśle fundatorów mieli objąć misją ziemie Litwy i Rusi Halickiej, a inspiracją do ich ściągnięcia mogły być kontakty Jadwigi z nimi na dworze jej matki, Elżbiety Bośniaczki (benedyktyni słowiańscy byli aktywni na terenie Bośni). 
Założenie, realizowane na peryferiach podkrakowskiego Kleparza zaplanowano z dużym rozmachem. Miało tu mieszkać 30 mnichów wraz z liczną służbą. Śmierć Jadwigi (1399) spowodowała, że projekt pozostał niedokończony. Z planowanego kościoła (mającego pierwotnie nosić wezwanie Męki Pańskiej, szybko przeformułowane na wezwanie Krzyża Świętego) zbudowano tylko zakrystię i prezbiterium, zakonników przybyło mniej niż zakładano, programu misyjnego nie realizowano, założenie wegetowało. 
Zakonnicy benedyktyńscy dotrwali na Kleparzu do ok. 1470. W 1505 król Aleksander Jagiellończyk oddał założenie pod opiekę pobliskiej kolegiaty św. Floriana i odtąd zaczął on być zarządzany przez jednego z jej wikariuszy (zapewne była to rekompensata za nieruchomości kościoła odebrane mu w związku z budową Barbakanu). Najprawdopodobniej spłonął w pożarze Kleparza w 1528. W aktach wizytacji biskupiej z 1599 opisywany jest jako murowana kaplica o czterech oknach i jednym ołtarzu, zaniedbana i pozbawiona opieki. Ten budynek został zniszczony podczas potopu szwedzkiego: spalony w 1655 podczas oblężenia Krakowa przez Szwedów i rozebrany w kolejnym roku. 
Kościół zbudowano na nowo staraniem bogatego mieszczanina krakowskiego Jana Sroczyńskiego jako wotum za zwycięstwo w bitwie pod Wiedniem. Fundację rozpoczęto w 1684, w 1686 potwierdził ją król Jan III Sobieski nadając świątyni przywileje (m.in. uposażenie na żupie wielickiej). Konsekracja nastąpiła w 1687 lub 1691. Do budowy wykorzystano pozostałe z poprzedniej świątyni mury, na co wskazują gotyckie szkarpy. Kościół zbudowany był na planie prostokąta, wyposażony w trzy ołtarze. W kościele znajdowały się marmurowe pomniki Jana III Sobieskiego i Sroczyńskiego przedstawionych wraz z małżonkami. Fasada była trójosiowa, dwukondygnacjowa zdobiona pilastrami i niszami oraz zwieńczona trójkątnym przyczółkiem. Na osi fasady mieścił się boniowany, arkadowy portal. Dach zwieńczono sygnaturką, wewnątrz znalazł się także nagrobek fundatora. Podobieństwo do pobliskiego kościoła wizytek pozwala przypuszczać, że autorem projektu kościoła był twórca tamtej świątyni Jan Solari. 
Budowla płonęła w latach 1755 i 1768. W 1808 zaborca austriacki postanowił kościół zburzyć – jego dochody nie wystarczały na jego odnowę, a nawet utrzymanie księdza. Ponieważ Austriacy opuścili miasto już w 1809, do jego likwidacji doszło dopiero w 1818. Sprzedano go wówczas na licytacji Szczepanowi Lubowieckiemu. W międzyczasie istniał tu skład siana. Dochód ze sprzedaży (4900 złotych) przeznaczono na zakup dóbr we wsi Olsza, z których dochód miał płynąć do kościoła św. Floriana. Materiały z rozbiórki posłużyły kupcowi jako budulec dla wznoszonej przy rynku kleparskim kamienicy. W miejscu kościoła urządzono plac targowy i zbudowano jatki rzeźnicze, zlikwidowane po II wojnie światowej . W 1886 na budynku przy ul. Długiej 38 odsłonięto tablicę pamiątkową.

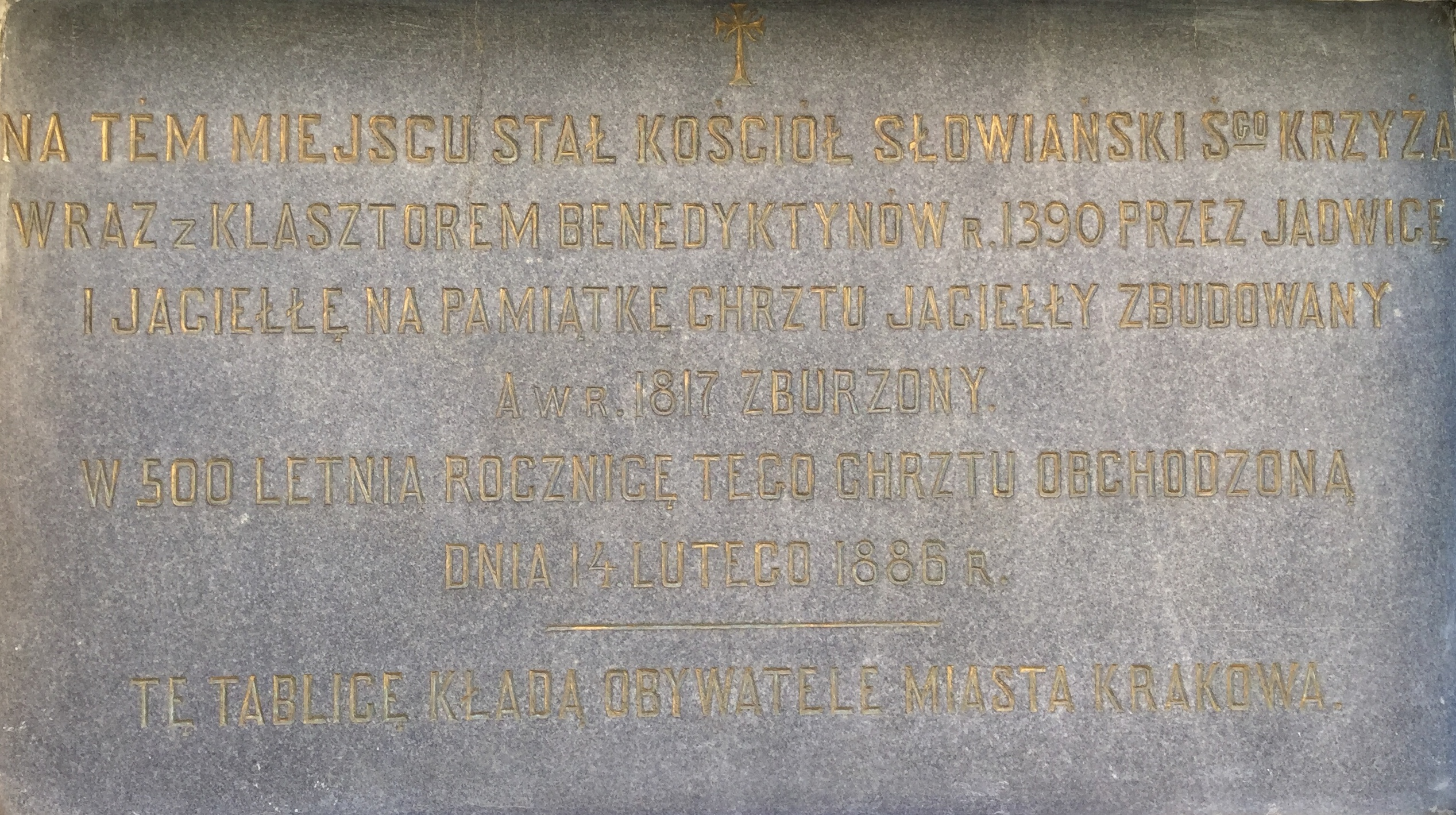
Tablica pamiątkowa z 1886 na budynku przy ul. Długiej 40 (dawniej 38)